# Maison forte de Sorans-lès-Breurey
La maison forte de Sorans-lès-Breurey est un édifice situé à Sorans-lès-Breurey, en France.

## Historique
Détruite en 1477 par les troupes de Louis XI, la maison forte est rebâtie au XVIe siècle par Étienne de Labrey. Le bâtiment est aujourd'hui occupé par une exploitation agricole.
L'édifice est inscrit au titre des monuments historiques en 1977. 

## Description
L'ensemble des bâtiments forment un quadrilatère entouré de douves d’eau vive grâce au ruisseau la Buthiers qui coule à ses pieds et qui alimente le moulin situé juste à côté qui est aussi inscrit aux monuments historiques.
L'entrée de la cour est protégée par un donjon qui abritait d’anciennes prisons. Une ancienne chapelle (placée à l’étage) se distingue par des restes de fresques. 
Le logis principal avec ses baies carrées à meneaux et pieds droits sculptés dispose d’une tourelle avec escalier à vis et d’un poutrage à la française.

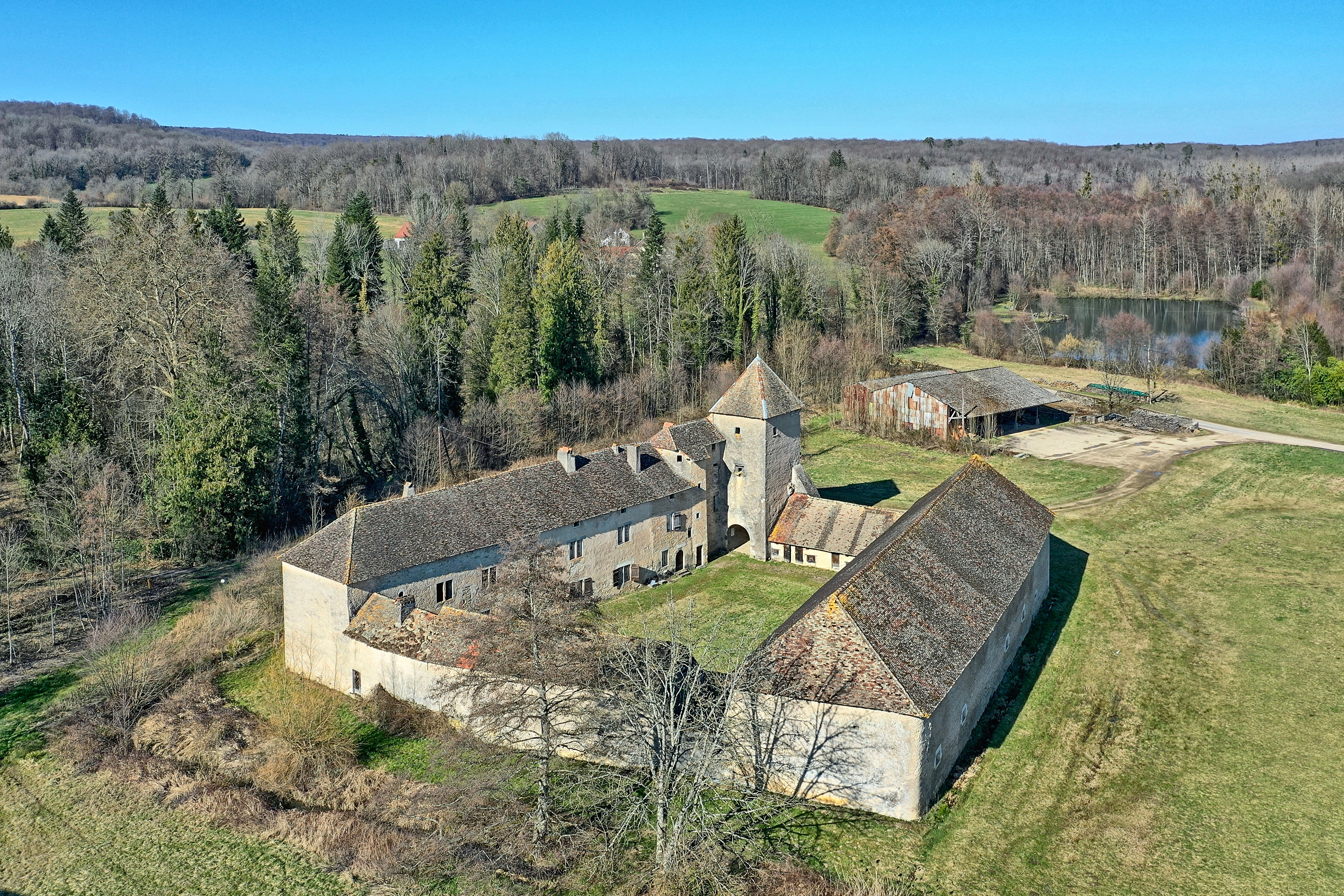
Vue aérienne de la maison forte.

## Localisation
L'édifice est situé sur la commune de Sorans-lès-Breurey, dans le département français de la Haute-Saône.